# Fiat Toro
Le Fiat Toro est un pick-up à quatre portes étudié sous le nom de code 226 et dévoilé par la filiale brésilienne du constructeur italien FCA, Fiat Automoveïs le 14 octobre 2015. Le nouveau modèle est commercialisé à partir du début d'année 2016 uniquement sur les marchés d'Amérique latine.

## Histoire
La filiale brésilienne du constructeur italien Fiat avait depuis quelque temps la volonté de disposer d'un pick-up de taille intermédiaire afin de compléter par le haut sa gamme dont le petit Strada est l'élément principal et dont le succès ne faiblit pas.
Le style est resté fidèle au concept Fiat FCC 4 présenté en version définitive au Salon de Sao Paulo 2014. Sa fabrication est assurée dans la toute nouvelle usine de Goiana, dans l’Etat de Pernambuco au Brésil, aux côtés du Jeep Renegade.

## Les versions
Le Fiat Toro est proposé en 3 niveaux de finition Urban, Adrenaline et Country :
- Fiat Toro Urban, modèle d'entrée de gamme uniquement disponible en 4x2 disposant tout de même d'un équipement complet comprenant : climatisation, siège conducteur réglable en hauteur, accoudoir avant, direction assistée électrique, quatre vitre électriques et rétroviseurs électriques, ordinateur de bord, radio CD/MP3 avec prise USB, fermeture centralisée avec télécommande, limiteur de vitesse, jantes de 16" et pneumatiques 215/65, quatre freins à disque avec ABS et EBA. En option : capteurs de stationnement arrière, jantes en alliage design 16", "Uconnect" avec écran tactile de 5" et navigateur GPS, capteurs de luminosité et de pluie.

- Fiat Toro Adrenaline : ce niveau de finition offre en plus les palettes de changement de vitesses automatiques au volant, ESC & ASR, contrôle électronique anti renversement ECR, feux LED diurnes, jantes design en alliage 17", barres de toit, rangement sous le siège passager avant, Uconnect à commande vocale et le volant revêtu de cuir. En option : navigateur GPS, deux airbags complémentaires, contrôle de pression des pneumatiques, toit ouvrant électrique.

- Fiat Toro Country : ce niveau de finition offre, en plus du niveau Adrenaline : climatisation automatique bi-zone, caméra de recul, contrôle de la vitesse en descente HDC, sélecteur de traction avec 5 options et les suspensions Off Road. En option, on peut encore ajouter : jantes alliage 18", feux au xénon et chaîne audio Hi-Fi avec subwoofer.

Au niveau du gabarit, le Fiat Toro entre en concurrence avec le Duster Oroch bien que la motorisation et la capacité de transport du Duster sont un niveau au-dessous du Fiat Toro.

## Caractéristiques techniques
Le Fiat Toro est un pickup avec des équipements de voiture de luxe.
Sa version essence dispose du bloc Fiat 1,8 litre E-Torq Flex développant 132 ch en carburation éthanol et 138 ch en essence pure avec un couple respectivement de 19,1 ou 20,0 mdaN. Une version diesel est disponible avec le fameux 2 litres 16v Multijet Fiat FPT (1 956 cm3) que l'on connait bien en Europe car il équipe tous les modèles du groupe FCA mais aussi les Opel Insignia et Suzuki SX4. Le couple atteint des valeurs exceptionnelles de 35,7 mdaN à 1.750 tours par minute.
Les motorisations essence ne sont disponibles qu'en version 4x2 tandis que le diesel est livrable en 4x2 ou 4x4 avec une boîte de vitesses manuelle à 6 rapports ou automatique à 9 rapports.